# Institut italien pour les études philosophiques
 (avril 2023).
Si vous disposez d'ouvrages ou d'articles de référence ou si vous connaissez des sites web de qualité traitant du thème abordé ici, merci de compléter l'article en donnant les références utiles à sa vérifiabilité et en les liant à la section « Notes et références ».
L'Institut italien pour les études philosophiques (en italien : Istituto Italiano per gli Studi Filosofici), est une association culturelle italienne, fondée en 1975 et située à Naples dans le palazzo Serra di Cassano.
L'Institut se donne pour mission de promouvoir, grâce à la coopération entre professeurs et étudiants, l'étude de la philosophie, en particulier de la philosophie italienne. Sa bibliothèque comprend plus de 300 000 volumes. L'Institut a créé de nombreux centres d'études en Italie ainsi qu'à l'étranger, et fondé des prix internationaux.
Parmi les chercheurs de l'Institut, on peut citer : Norberto Bobbio, Ferdinando Bologna, Gustavo Costa, John Davis, Paul Dibon, Marc Fumaroli, Francesco Gabrieli, Hans-Georg Gadamer, Konrad Gaiser, Eugenio Garin, Ernst Gombrich, Tullio Gregory, Augusto Guzzo, Jürgen Habermas, Dieter Henrich, Raymond Klibansky, Paul Oskar Kristeller,   Rita Levi-Montalcini, Cesare Musatti, Bruno Neveu, Wolfhart Pannenberg, Karl Popper,  Ilya Prigogine, Giovanni Pugliese Carratelli, Paul Ricœur, Lea Ritter Santini, René Roques, Carlo Rubbia, Jan Sperna Weiland, Claude Tardits, Xavier Tilliette, James Tobin et Michel Vovelle.